# Первятичи
Первятичи (укр. Перв'ятичі) — село в Сокальской городской общине Шептицкого района Львовской области Украины. Население по переписи 2001 года составляло 613 человек. Село расположено на берегу реки Спасовка, на расстоянии 14 км от Сокаля.

## География
Село расположено в пределах своеобразной физико-географичной области характерным для которого является увалистый рельеф с преобладанием широтно вытянутых элементов. Глубина расчленения составляет 30-50 м. Средняя высота над уровнем моря — 226 м.
С геологической точки зрения село Первятичи связано с южно-западным склоном Восточно-Европейской платформы. Мергель верхнего мела перекрыты лесами, лёссовидными суглинками, аллювиальными и ледниковыми отложениями.
Растительность представлена флорой как лесостепного так и лесного типов. Лесная растительность представлена дубовая-грабовыми лесами. Общая площадь лесов — около 25 % территории района. Щелочно-степная родство почти уничтожена, поскольку открытые площади почти все распаханы.
Основной водоемом края является река Спасовка, которая является правым притоком р. Западный Буг.

## Название села
Название села пошло от первых поселенцев здешней местности, которые происходят от восточнославянских племен вятичей — от слов «первые» и «вятичи» образовалось название Первятичи.
За годы советской власти село называлось «Перевьятичи», но 19.09.1989р. решением Львовского областного совета селу вернули историческое название «Первятичи».

## История
Недалеко от поселка археологи открыли следы поселения конца каменного века и место мастерской кремнёвых орудий (III тысячелетие до н. э.).
Первое упоминание о селе Первятичи датируется 1397 годом.
Во время национально-освободительной войны 1648-1657рр. украинского народа под предводительством гетмана Богдана Хмельницкого крестьяне Первятичей участвовали в разгроме польского помещичьего поместье. В селе сохраняется православная деревянная церковь XVII века.
В период принадлежности к Польше (1920—1939 гг.) Село входило в гмины Тартакув Място (город) Сокольского уезда Львовского воеводства Польской республики с центром в Тартакове.
Во время польско-украинской войны (1918—1919) 30 жителей села были в Украинской галицкой армии.
27 сентября 1939 в соответствии с Пактом Молотова — Риббентропа территория гмины, в том числе село Первятичи, были заняты советскими войсками. На смену одним оккупантам приходили другие.
В 1939 году в селе возникает комсомольская организация, первым секретарем которой был П. Мерко.
В 1948 году основан колхоз им. Шевченко.
По состоянию в 1968г год население составляет — 707 жителей. В сельсовет подчинено соседнее село Спасов. Действовал колхоз им. газеты «Правда» (создан в 1948 г.), центральная усадьба которого находится в Спасове, в подчинении было 1851 га пахотной земли. Производственное направление — выращивание сахарной свеклы, льна. Было развито мясо-молочное животноводство. Из вспомогательных предприятий действовала пилорама.
В Спасове действовала восьмилетняя школа, а Первятичи — начальная, дом культуры на 300 мест, библиотека. Работал известковый завод районной межколхозной строительной организации. Было открыто швейную и сапожную мастерскую.

## Вторая мировая война (1939—1945)
Первый день войны Третьего Рейха против Советского Союза принес большую трагедию в село Первятичи — гитлеровцы расстреляли более 20 его жителей. Тогда во время наступления немецких войск, 22 июня 1941, советским снайпером (который спрятался между тенистые кроны липы и был переодетый в крестьянскую одежду) был убит немецкий офицер. Фашисты заподозрили, что советский солдат был из местного населения — нацисты решили отомстить, были убиты десяток мужчин, остальных немцы согнали в деревянную местную церковь и удерживали до утра. Священник, настоятель о. Карло Давыдович (1871—1941), зная немецкий, сумел убедить фашистское командование, заперты в церкви мирные жители не могли быть причастны к убийству их офицера. Людей отпустили. С горечью и болью в сердце о. Давыдович со скорбью похоронил жертв войны и через несколько дней умер сам (похоронен в с. Спасове). В память о о. Карла Давыдовича и его подвиг благодарны прихожане в 2000 году поставили на церковном дворе памятник, на доске которого написано короткое стихотворение и подпись "Отцу Давидовичу в память о июньской ночи 1941 года. Благодарные прихожане с. Первятичи 2000 год ".
26 человек односельчан воевали с на фронтах Второй мировой войны (1939—1945 гг.), 19 из них погибли, 13 — за боевые заслуги удостоены наград.
В честь односельчан, погибших на фронтах войны, в 1968 году установлен памятник.